# 購物橘子
購物橘子股份有限公司，簡稱購物橘子，是橘子集團 Gamania 旗下的電子商務服務公司，主要銷售玩具公仔、動漫週邊、電玩遊戲、消費性 3C 等嗜好興趣型商品。

## 概要
購物橘子（Gamania Shopping）成立於 2018 年，是橘子集團旗下的電子商務品牌，專注於販售動漫周邊、玩具模型、電玩遊戲與 3C 消費品。品牌前身為主打社交拼團模式的「有閑購物」，2025 年正式更名為「購物橘子」後，業務方向轉為專注於泛娛樂領域、特別是動漫、漫畫、遊戲與玩具相關產品的專屬一站式購物平台。未來，購物橘子預計持續增加商品種類並維持社群互動，發展成台灣「線上秋葉原」。

## 歷史沿革
- 2018 年，橘子集團創立「有閑購物」，主打社交拼團購物模式，銷售品項涵蓋玩具、動漫、電玩與 3C 等嗜好型商品。
- 2020 年 2 月 14 日，「有閑購物」首次參與集團大型展演活動「橘子嘉年華」，並與集團其他品牌合作舉辦實體推廣活動。[5]
- 2023 年 11 月 17 日，與白爛貓合作進駐「新北耶誕城」萬坪公園，舉辦「甜蜜耶誕派對」。[6]
- 2024 年 2 月 23 日，與懶貓子合作，以「Leonids 獅子座流星雨」為主題參加 FF42，推出限量周邊商品。[7]
- 2024 年 6 月 15 日，於《間諜家家酒》春日漫步路跑活動中販售主題 IP 商品，並提供線上抽獎服務。[8][9]
- 2024 年 7 月 25 日，與懶貓子、清音零零、黑銀夜鳥共同參與「2024 橘子嘉年華 造夢橘製所」。[10]
- 2024 年 8 月 23 日，與預見娛樂旗下藝人懶貓子，以及團體 EXITUS、MeloNyx、Alluria 合作進駐 FF43，舉辦線上與線下 Vtuber 周邊販售活動。[11][12]
- 2025 年 1 月 20 日，品牌正式更名為「購物橘子」，經營方向聚焦於 ACGN 相關商品，並結合內容與商品販售。[13]
- 2025 年 2 月 6 日，與預見娛樂旗下團體 Alluria 參加台北國際動漫節，展示個人與團體限定周邊及相關活動。同場參展的 Loiare 與 BeyondGoods 亦推出多款 Vtuber 聯名服飾及日系 IP 周邊。[14]
- 2025 年 5 月 17 日，與子午計畫旗下藝人 浠 Mizuki 合作，推出其個人實體演唱會《Luminous》週邊獨家販售活動。[15][16]
- 2025 年 7 月，與知名 YouTuber HowHow 合作推廣玩具與動漫周邊產品。[17]
- 2025 年 7 月 24 日，與偶像團體 AKB48 Team TP 共同參與第 24 屆漫畫博覽會，推出「sweety 賞」及一日店長等活動。[18]

## 服務
1. 以「興趣經濟」為核心，販售商品涵蓋組裝模型、 可動公仔、 一番賞／盲盒／扭蛋、 動漫週邊、 漫畫、 輕小說、 電玩遊戲等多元 ACGN 品類。
2. 提供電子商務配套服務，包含多元付款方式、倉儲代管與第三方物流配送。[19]

## 社群
- 購物橘子官方 Youtuber 頻道
- 購物橘子官方 FB
- 購物橘子官方 IG
- 購物橘子官方 X
- 購物橘子官方 Plurk

## 外部連結
- 購物橘子 （页面存档备份，存于）